# 에이스톤벤처스
에이스톤벤처스(A-Stone Ventures, LLC.)는 한국의 벤처캐피탈 회사이다.

## 역사
2021년에 설립하였다.

## 투자 기업
- 유일로보틱스
- 지투파워
- 프리닉스
- 와이팜
- 박셀바이오
- 에이스토리
- 코아스템
- 빅웨이브로보틱스[3]

## 같이 보기
- HB인베스트먼트